# Jean-Baptiste André Godin

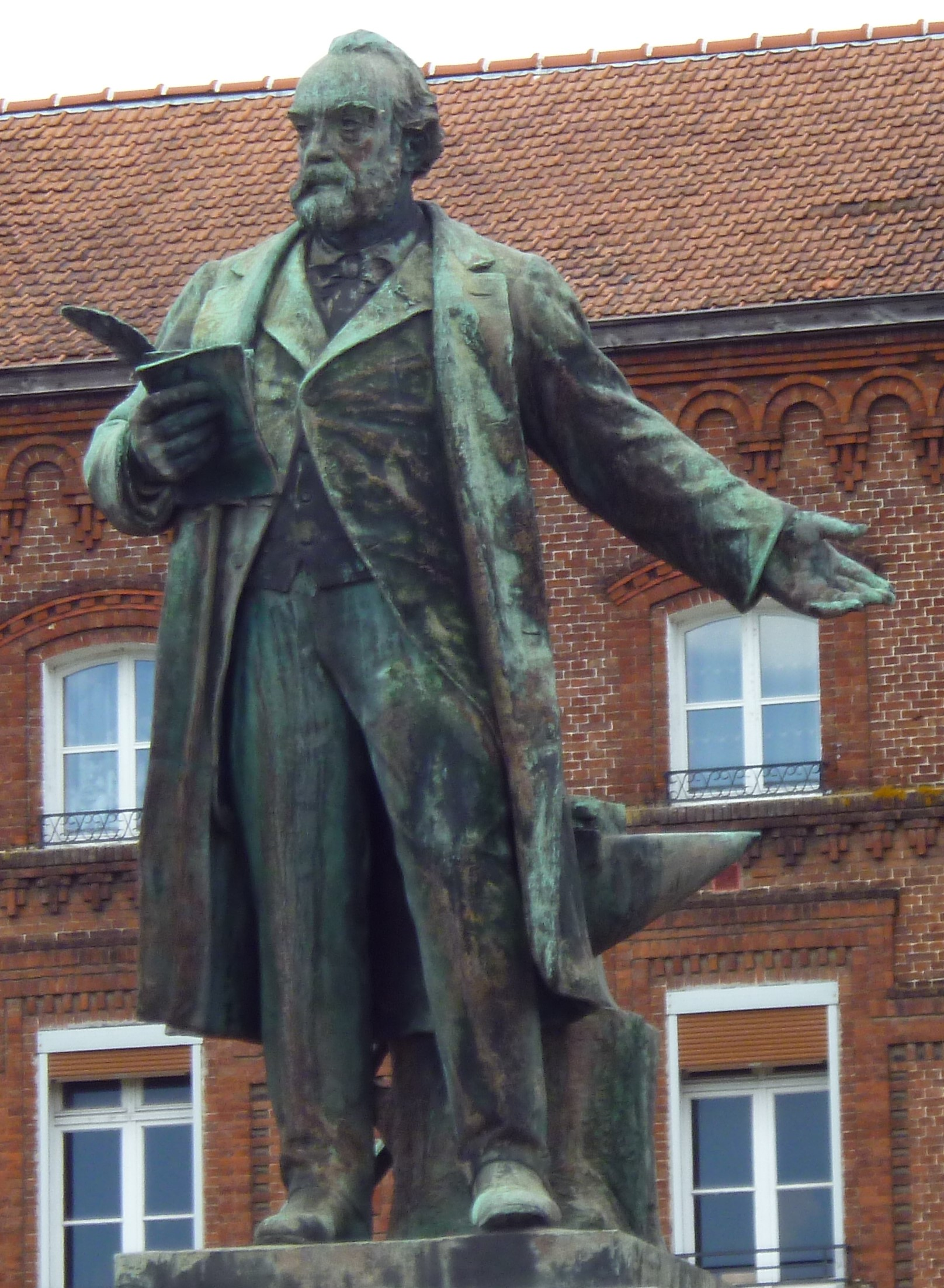
Standbeeld van Godin voor de Familistère

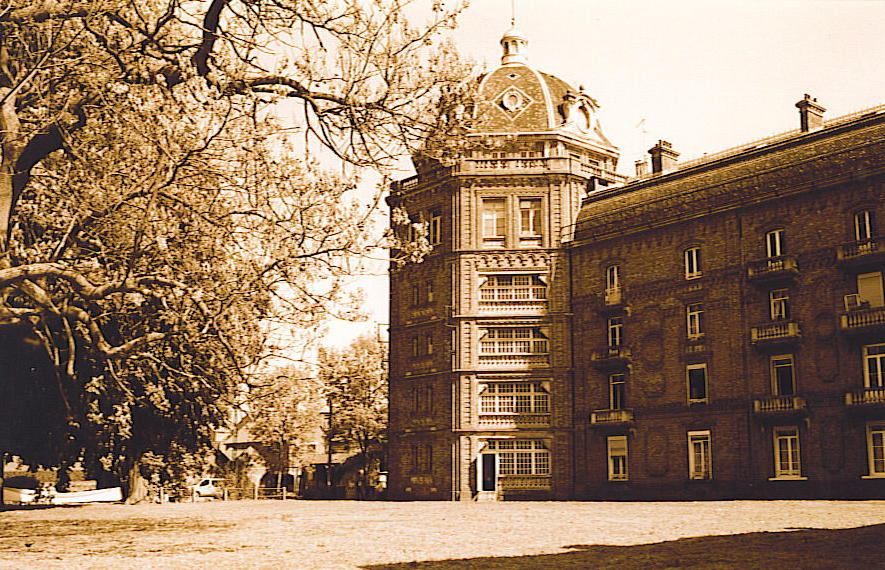
Hoektoren van de linkervleugel van de Familistère

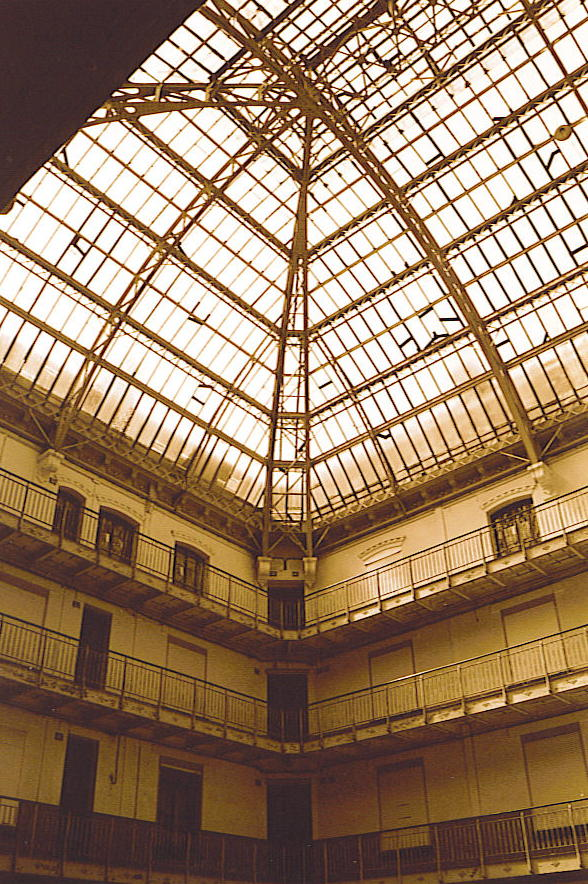
Deel van de glazen dakkoepel van het centrale gebouw van de Familistère

Jean-Baptiste André Godin, (Esquéhéries, 26 januari 1817 - Guise, 15 januari 1888) was een Frans sociaal geïnspireerd industrieel en politicus.

## Levensloop
Als zoon van een metaalbewerker, ging hij op elfjarige leeftijd aan het werk in het atelier van zijn vader. Als zeventienjarige maakte hij als gezel een "Tour de France" waarbij hij geconfronteerd werd met de miserabele arbeids- en levensomstandigheden van de arbeidersklasse. Terug in Esquéhéries startte hij in 1837 een kleine fabriek voor de productie van kachels en keukenfornuizen, die hij niet, zoals toen gebruikelijk was, maakte in plaatstaal maar in gietijzer. Dit idee bleek bijzonder succesvol en omwille van de snelle groei verhuisde hij zijn bedrijf in 1846 naar Guise, waar er een spoorwegverbinding was, die een betere aan- en afvoer van grondstoffen en afgewerkte producten mogelijk maakte.
Al tijdens zijn gezellentijd, raakte Godin overtuigd van de noodzaak om de leef- en werkomstandigheden van de arbeiders te verbeteren, en vatte hij het plan op om, zodra hij hiertoe de mogelijkheid had, de heersende arbeidsstructuur te vervangen door een systeem gebaseerd op samenwerking en gelijkberechtiging van patroon en arbeiders.
Ondertussen was Godin in contact gekomen met de ideeën van de utopisch socialist Charles Fourier en op basis van diens concept van de Phalanstère, verder uitgewerkt en gepopulariseerd door Victor Prosper Considérant, begon hij in 1859 met de bouw, volgens eigen plan, van de Familistère rondom zijn bedrijf.

### Familistère
De Familistère is een vorm van sociale woningbouw die erop gericht was alle comfort, tot dan toe voorbehouden aan de rijke burgerij, ter beschikking te stellen van de arbeidersklasse.
Behalve de eigenlijke woningen, drie met elkaar verbonden woonblokken van elk vier verdiepingen telkens gebouwd rond een met een glazen koepel overdekt binnenplein, werden ook een aantal gemeenschappelijke voorzieningen uitgebouwd zoals een school, theater, bibliotheek, apotheek, winkels, zwembad, wasplaats, kinderkribbe etc. Alle werknemers van het bedrijf en hun gezinnen, waren ongeacht hun positie, gelijkmatig gerechtigd om van deze voordelen te genieten. De appartementen van de woonblokken, waarvan Godin er zelf een betrok, waren voor die tijd uitzonderlijk modern en luxueus uitgerust. Godin zou zijn bedrijf, en de Familistère, dat ondertussen meer dan 1000 arbeiders telde, in 1880 omvormen tot een coöperatieve met de voorziening dat het uiteindelijk eigendom van de werknemers zou worden.
In zijn testament liet hij de helft van zijn vermogen, 2,5 miljoen frank na aan de Familistère. Het bedrijf is ook vandaag nog steeds actief, zij het niet meer als coöperatieve, en op kleinere schaal. Het staat volledig los van de Familistère die tot op vandaag nog steeds bewoond is en beschermd is als monument.
Godin zou een gelijkaardige Familistère uitbouwen bij zijn fabriek in Brussel, deze zou echter beperkt blijven tot een woningblok gelegen langs het kanaal Brussel-Willebroek.

### Parlementslid
Godin werd in 1870 burgemeester van Guise.
In 1871 werd Godin verkozen als parlementslid voor het departement Aisne. In de Assemblée nationale was hij een verdediger van de republiek. In 1873 diende hij een voorstel tot amendement van een wetsvoorstel inzake kinderarbeid in. Godin wilde kinderarbeid in fabrieken onder de twaalf jaar verbieden. Het amendement werd verworpen en de leeftijdsgrens werd gelegd op tien jaar. Hij gaf dit mandaat op in 1876 om zich volledig toe te leggen op het beheer van de Familistère. In 1882 werd hij onderscheiden door de Franse regering met de benoeming in het Legioen van Eer.